# Пожар в Минске (1881)

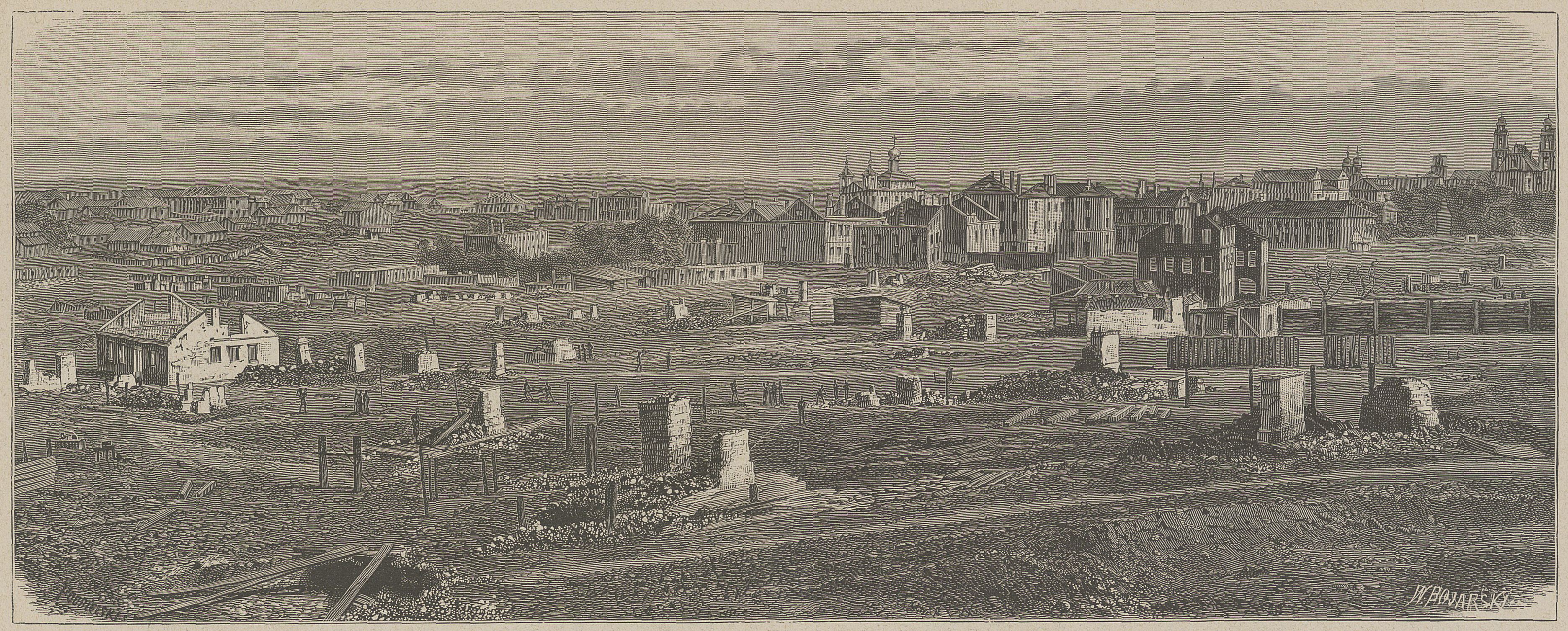
Панорама Романовской Слободы после пожара, вдали Раковское предместье, Низкий и Высокий Рынки

Пожар 1881 года в Минске — сильный пожар, который бушевал 21-22 июня 1881 года в Минске и уничтожил половину деревянной застройки города.

## История
Город уже страдал от пожара в 1877 году. Новому пожару предшествовал целый месяц засухи. Пожар начался 21 июня 1881 года на Замковой горе в самой старой части города, которую вопреки Строительному Уставу практически все проектные планы оставляли без внимания. В 10.30 на каланче дали сигнал, который известил о пожаре в 1-й части города. Горели склады скипидара, смолы, нефти и других товаров на углу улиц Койдановской и Богадельной. Объединенными усилиями прибывших на место городской и добровольной пожарной охраны через час смогли локализовать огонь.
Тушение все еще продолжалось, когда в 12.20 колокол с каланчи возвестил о новом пожаре. Прибывший сигнальный сообщил, что горит уже одновременно в 3-4 разных местах. На Койдановской было оставлено отделение городской команды, и все силы пожарных направлены к новому месту. Над II-й частью города уже поднимались столбы густого черного дыма, которые освещались снизу ярко-красным пламенем. Пылали кварталы между Мясницкой, Замковой, Завальной улицами и переулками с такими же названиями, почти полностью застроенными старыми деревянными домами, которые стояли близко друг к другу. Прибывших на место пожарных встретило со всех сторон море огня, пламя каждые 10 минут охватывало по 200—300 кв. саженей деревянной застройки. Вода, которая выбрасывалось насосами, испарялась от жара, не достигая пламени. Погорельцы, спасая пожитки, мешали движению, а улицы были завалены выброшенным из домов имуществом, которое также начало гореть. Лошади команд, которые подвозили бочки с водой, не могли подъехать к насосам, они бросались в сторону, опрокидывая обоз, калеча себя и людей. Пламя тем временем зашло в тыл, перекинулось на противоположные кварталы. Сильный ветер превратился в настоящую бурю. Очаги пожара вспыхивали в очень отдаленных друг от друга местах.
Городские водопроводы иссякли, а подвоз воды с реки выполнялся слишком медленно. Жители, которые до этого еще как-то помогали с доставкой воды, от страха сгореть заживо разбежались, на своих местах остались только пожарные. Пламя к 3-й часам превратилась в ужасный поток огня, который все больше охватывал наиболее населенную и торговую часть города. Обоз городской команды в одной из улиц оказался в огненном тупике, где сгорели два насоса и откуда буквально чудом удалось вывести пожарных и лошадей, а через час в огневой ловушке оказалось насос пожарного общества, лестницы и бочки.
До 7 часов вечера 19 кварталов в пространстве от Большой Татарской улицы широкой полосой, перейдя за Захарьевскую, оказались охвачены огнем. Город горел почти сутки, 22 июня Минск представлял собой картину страшного разорения с мрачными развалинами.

## Ущерб от пожара

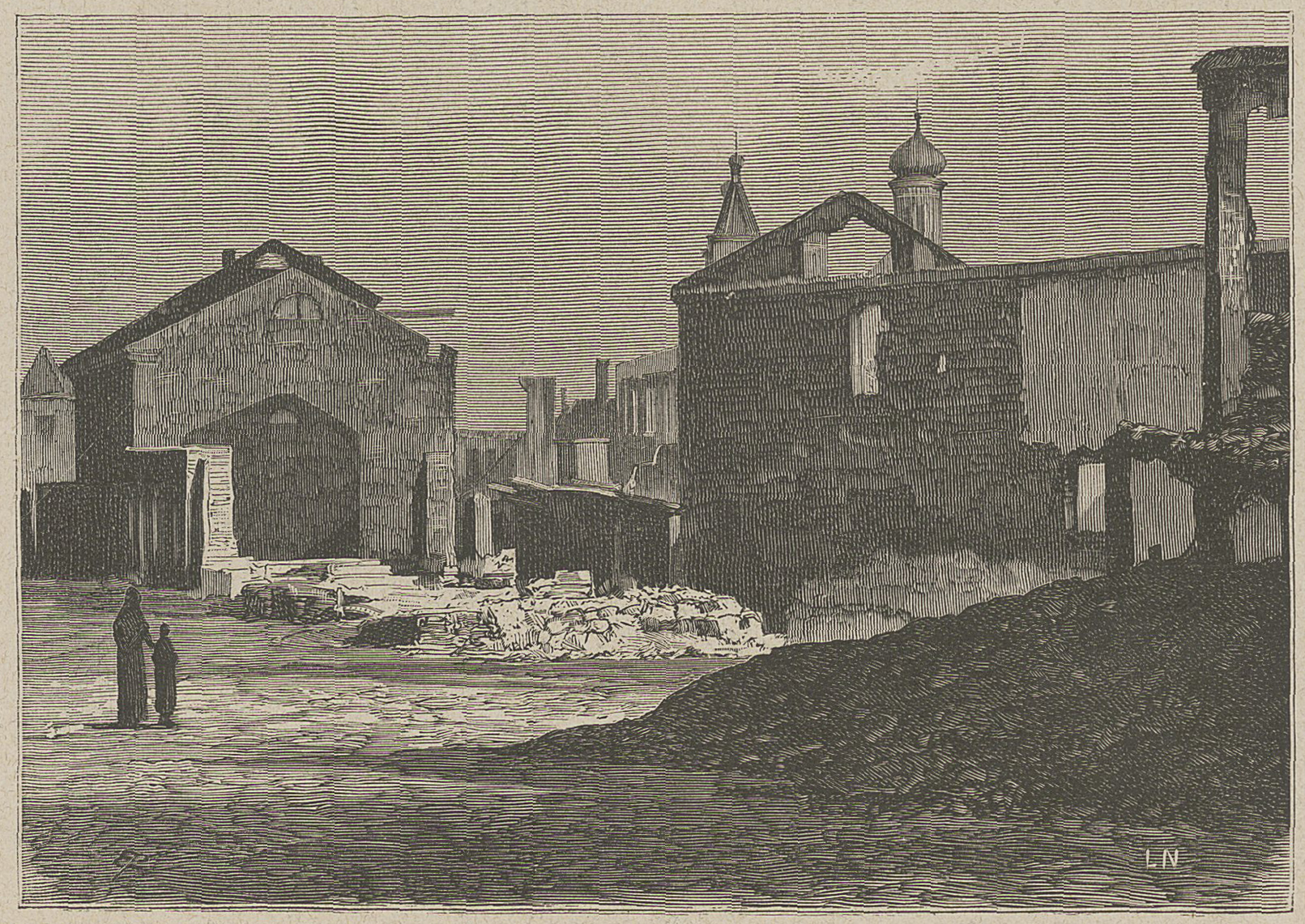
Койдановская улица после пожара, на заднем плане башни уцелевшего Екатериненского собора

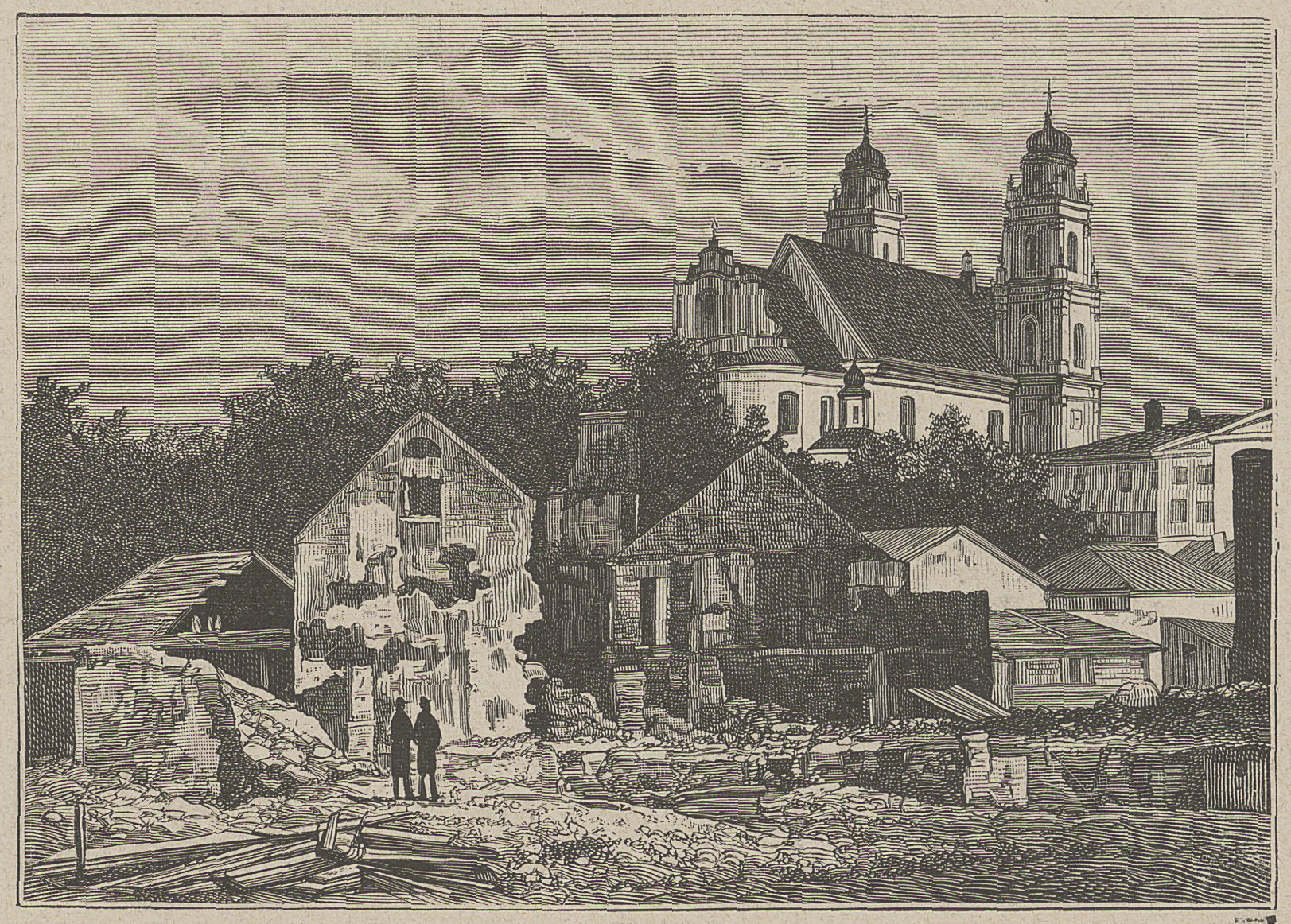
Угол улиц Преображенской и Богадельной после пожара, на заднем плане уцелевший костел Пресвятой Девы Марии

Все окрестности от Татарской Слободы до Захарьевской улицы представляли собой сплошные выжженные развалины. Левая сторона Низкого Рынка, Темных Крамов, вся Екатерининская, Койдановская, Тюремная и Богадельная улица выгорели. Сгорели 742 жилых дома со всеми постройками и 321 городское здание, в том числе 8 правительственных учреждений. Сгорели среди других Почтовая контора, Контрольная палата, Военное присутствие, городское четырехклассное училище, еврейские синагоги и здания убежища Екатериненского собора. Сама Екатерининская церковь чудом уцелела.
Пожар с одной стороны остановился на флигеле духовного училища, который сгорел, но само училище, благодаря своей высоте, уцелело. Оно же оградило от уничтожения здания Казенных палат, Казначейства, Мариинского костела и Губернаторского дома.
После пожара тысячи человек оказались бездомными. Загородные поля и городские площади были покрыты шалашами. В городе был создан комитет для сбора пожертвований для погорельцев.

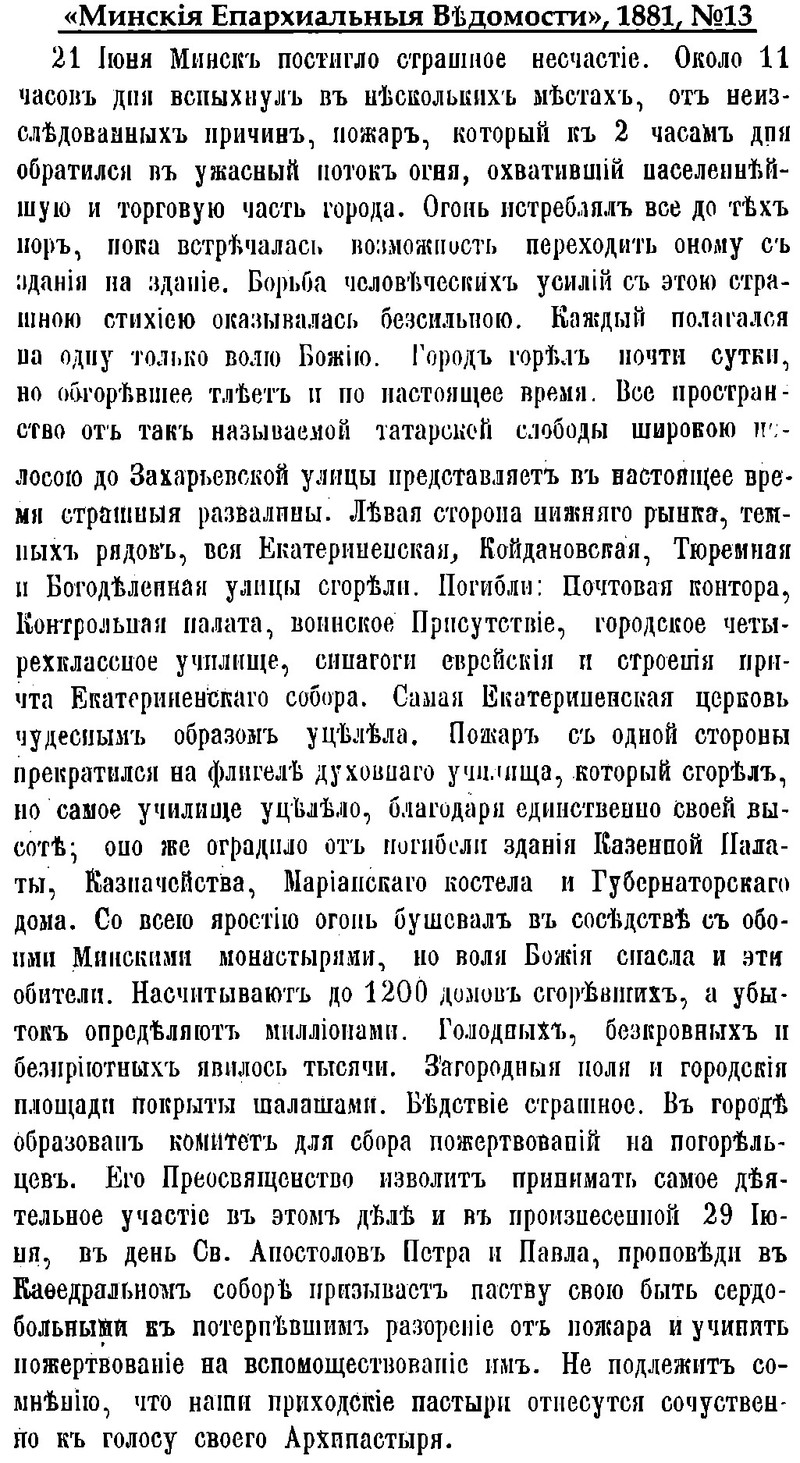
Сообщение о пожаре 21 июня 1881 года в «Минских епархиальных ведомостях»

Корреспондент польского издания Tygodnik Powszechny, который стал свидетелем пожара, так писал о его последствиях:
Минск превратился в руины и пепел, среди которых, как символ надежды, над развалинами возвышаются уцелевшие храмы, а там, где храм, там - жизнь не умрет навсегда. Город верит в свою звезду и возрождается снова, как феникс из пепла.

## Последствия
Минский губернатор, по причине быстрого восстановления города, предложил разрубить этот «гордиев узел», и 8 июля направил городскому главе предложения по благоустройству города:
Катастрофический пожар уничтожил значительную и наиболее населенную часть города и расстроил силы и средства городской пожарной команды, трудами Вашими и денежными пожертвованиями жителей города только что приведенной в тот хороший вид, в каком она, по-видимому, еще никогда не была… Ввиду этого, самым насущным вопросом является вопрос о застройке погоревшей части города, занимающей громадное пространство. Для этого существует Высочайше утвержденный план, выполнение которого обязательно. В плане этом, составленном согласно действующему расположению улиц, означена часть города, подлежащая застройке каменными строениями, а самые улицы нанесены как они были в действительности во время составления плана, а, следовательно, так как город застраивался сам собою в то время, когда никакого плана еще не было, благодаря этому на месте и по плану были улицы узкие и кривые, препятствующие не только свободному движению пожарных команд, но и вообще всякому движению, а главное — делающие невозможным систематическую застройку.
Городскому главе было поручено немедленно приступить к разработке предложений для внесения изменений в план Минска 1873 г., а также до составления и издания обязательных правил, без соблюдения которых преобразование структурных компонентов клетки жителей от подобных бедствий в будущем, по мнению губернатора, представляется немыслимым. До изменения в составе прежнего плана поручается:
- 1) расширить часть города, которая подлежит застройке, каменными постройками с присоединением к ней выгоревшей местности, которая находится между улицами Серпуховской, Нямигской, Богадельной и Захарьевской, до Тюремного замка; к этому же присоединить часть пространства между р. Свислочью и ул. Болотной, от места при Толкучем рынке до ул. Крещенской;
- 2) в прокладке улиц и при создании площадей:
  - а) полностью уничтожить кривую и узкую ул. Завальную и одноименный переулок, взамен этого протянуть ул. Школьную к Замковой по прямому направлению с прокладкой новой и прямой улице для соединения Замковой и Раковской, началом этой улицы должна служить ул. Завальная от ее соединения с Замковой;
  - б) расширить площадь Рыбного рынка за счет сноса домов, расположенных между ним и ул. Школьной;
  - в) чтобы избежать скученности торговли и для доставления блага городу, который застраивается преимущественно до вокзалов, рассмотреть возможность создания нового базара около Вильнюсского вокзала;
  - г) изменить течение р. Немиги, которая стесняет сообщение по ул. Завальной и Немигской, посредством создания закрытого водоотводного канала.

Проект был направлен в МВД, и хотя его согласование заняло больше года, по нему начинаются работы, связанные с изменением уличной сети, приведением улиц к нормативной ширине в 10 саженей, а также по восстановлению домов, которые не попадают под снос в связи с расширением площади.
В 1882 г. городской управой подготовлен сборник постановлений «Обязательные правила для жителей Минска», опубликованных в газете «Минские губернские ведомости» и в приложении к Памятной книжки Минской губернии на 1883 г. В сборник вошли такие правила, как: «По части строительства каменного квартала г. Минска»; «О местах, где не допускаются склады легковоспламеняющихся материалов, а также дров, сена, соломы, масла»; «О принятии мер предосторожности от пожаров»; «О ночных сторожах»; «О городских трубочистах»; «О порядке содержания гостиниц и постоялых домов»; «О порядке организации тротуаров и содержания их в исправности»; «Правила пользования водой» и ряд других. Несколько постановлений, которые стали правилами, были приняты в связи с поступившими обращениями жителей. Однако не все требования безопасности находили отражение в постановлениях. В апреле 1895 г. Московское архитектурное общество распространило для городских управ сборник докладов, рассмотренных на II съезде Русских зодчих, среди которых была работа профессора архитектуры К. Быковского «О способах приведения в исполнение обязательных постановлений» с предложением порядка, чтобы занятие жителями вновь построенных домов допускалось бы только после их осмотра в плане правильности построения, пожарной и санитарной безопасности. Однако на заседании думы при голосовании данное нововведение было отклонено.
Городская общественная управа для постоянного контроля и наблюдения за точным соблюдением норм Строительного Устава по частям города постановила образовать четыре постоянных комиссии. Членам комиссии поручалось: осматривать все постройки в городе и внутренние их части; предлагать домовладельцем снести те постройки, которые по старости угрожают падением; заставлять домовладельцев немедленно разрушать деревянные лестницы при каменных домах; осматривать брандмауэры и заставлять домовладельцев создавать их через всю крышу на 3/4 аршина выше нее и толщиною не менее чем полтора кирпича и др. Во время проведения проверок комиссиям поручалось рассмотреть план города и сделать предложения, связанные с его расширением, а также прокладкой по улицам сети магистральных труб городского водопровода и созданием линий конно-железной дороги.
Домовладельцы также не остались в стороне от вопросов безопасности. Усилиями инициативной группы начало свои действия «Минское городское общество взаимного страхования от огня». По итогам деятельности, как его называли, «огневого общества» на пять лет до 1887 г. при заключении страховых контрактов обеспечили проведение профилактических противопожарных мероприятий в 554 домохозяйствах.
Стремительный рост города зафиксировал созданный в 1888 г. «План губернского города Минска…». К 1890 г. составлено топографическое поквартальное описание городских земель и окружающих территорий. Из состава первых под жилую застройку было отведено 596 кварталов. Однако большая часть участков пока только была выставлена на торги для продажи желающим строиться. Пустующие земли временно отдавались под пашни или огороды.
Изменения, введенные в строительном законодательстве в 70-80 годы XIX в., позволили домовладельцам более свободно выбирать тип дома для постройки в городских кварталах. Владелец теперь сам заказывал у городского архитектора чертеж главного фасада, варьировал этажность и внутреннюю планировку. В деревянных кварталах, которые заселялись преимущественно служащими и рабочими со средним достатком, на основании ст. 350 Строительного Устава применялись проекты деревянных домов по образцовым фасадам, Высочайше утвержденному в 1854 и 1855 гг., так называемые «дома в 5 окон».